# Перктарит
Перктарит (Perctarit; † 688, погребан в „Св. Спасител“ (San Salavtore), Павия) е крал на лангобардите в Милано (661 – 662) и на цялата държава (671 – 688).

## Живот
Син е на крал Ариперт I и е от баварската династия Агилолфинги. Той е католик. Женен е за Роделинда.
През 661 г. заедно с брат си Годеперт наследява баща си без да се иска съгласието на аристократите. Двамата братя скоро са свалени от зет им, херцог Гримоалд от Беневенто. Перктарит бяга първо при прабългарите, после при аварския каган по долен Дунав, докато жена му Роделинда и синът им Кунинкперт са изпратени на заточение в Беневенто.
Той живее през повечето време в емиграция при прабългарите, при меровингите и в Англия.
През 671 г. Перктарит се връща от чужбина, няколко седмици след смъртта на Гримоалд сваля от власт своя племенник Гарибалд (още момче, син на сестра му Теодората) и отново става крал на лангобардите. През 680 г. сключва мир въз основа на Status quo с Византия.
През 688 г. той умира и бива наследен от сина му Кунинкперт.

## Деца
- Кунинкперт († 700)
- Вигилинда, омъжена за Гримоалд II – херцог на Беневенто, син на Ромуалд I от Беневенто.